# Oorang Indians
Gli Oorang Indians erano una squadra itinerante della National Football League con sede a LaRue, Ohio (nelle vicinanze di Marion). La squadra fu creata da Walter Lingo per promuovere i suoi allevamenti di cani di razza Oorang. Tutti i giocatori degli Indians erano nativi americani, con Jim Thorpe come loro giocatore principale e allenatore. La squadra giocò nella National Football League nel 1922 e nel 1923. Delle 20 gare disputate in quelle due stagioni, solo una fu giocata in "casa", nei pressi di Marion. Con una popolazione di meno di un migliaio di persone, LaRue rimane la più piccola città ad aver avuto una franchigia NFL e probabilmente di tutti gli sport professionistici americani.

## Risultati stagione per stagione
| Year | V | S  | P | Class. | Coach      |
| ---- | - | -- | - | ------ | ---------- |
| 1922 | 3 | 6  | 0 | 12a    | Jim Thorpe |
| 1923 | 1 | 10 | 0 | 18a    | Jim Thorpe |

## Giocatori importanti

### Membri della Pro Football Hall of Fame
Quello che segue è l'elenco delle personalità che hanno fatto parte dei New York Yankees che sono state ammesse nella Pro Football Hall of Fame con l'indicazione del ruolo ricoperto nella squadra, il periodo di appartenenza e la data di ammissione (secondo cui è stato ordinato l'elenco).
- Jim Thorpe, halfback e allenatore dal 1922 al 1923, ammesso nel 1963
- Joe Guyon, offensive tackle e halfback dal 1922 al 1923, ammesso nel 1966